# ロールス・ロイスPWR
ロールス・ロイスPWR（Rolls-Royce PWR）は、イギリス海軍の原子力潜水艦に搭載されている加圧水型原子炉。ロールス・ロイス社の子会社ロールス・ロイス・マリン・パワー・オペレーションズが製造し、1966年に就役したヴァリアント級原子力潜水艦以来、イギリス海軍の原子力潜水艦の動力として用いられてきた。イギリス最初の原子力潜水艦ドレッドノートはアメリカ・ウエスティングハウス社製S5W原子炉を動力源としていた。

## PWR1

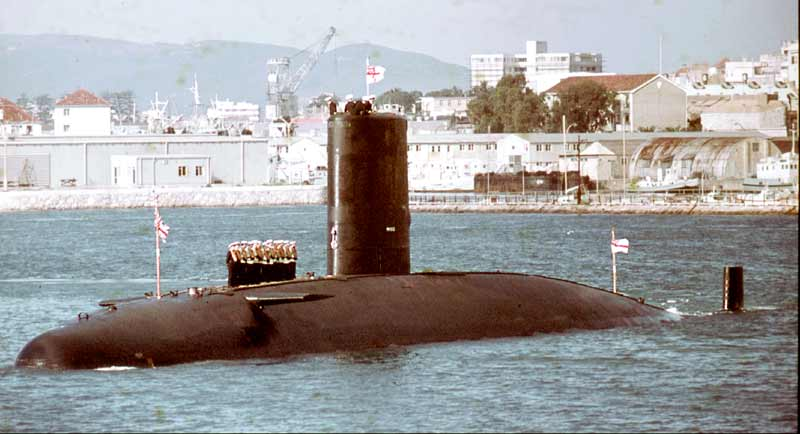
イギリスで3隻目の原子力潜水艦ウォースパイト（HMS Warspite）。PWR1原子炉を装備した2番目の原子力潜水艦

イギリスで最初に建造された海軍用原子炉であるPWR1は、ロールスロイス社が建造した。ただし、その設計は米国によるものであり、同時期のS5W型原子炉の派生型である。そのため、イギリス海軍は、1958年に締結されたイギリス海軍とアメリカ海軍の間の取り決めに従ったすべての手続きと保安規定を甘受しなければならない。
この原子炉は計画よりも4年遅く、1965年に臨界に達した。アメリカ・イギリス相互防衛協定のもとでの技術移転によってアメリカから提供された潜水艦設計と静粛化技術に関する「相当な量の」情報と引き換えに、ロールスロイスは自力で原子炉を建造することができた。
この原子炉の燃料には、93%から97%の高濃縮ウラン (HEU)が用いられている。いずれの炉心も10年の寿命があり、潜水艦の命数の間に2度の燃料交換を行う
ダービーのロールス・ロイス・マリン・パワー・オペレーションズが建造の中心となり、ドーンレイ原子力開発施設にあるイギリス国防省のヴァルカン海軍原子炉試験施設（Vulcan Naval Reactor Test Establishment、HMS Vulcan）で原子力潜水艦への組み込みに先立って試験が行われた。

### PWR1を搭載する原子力潜水艦
PWR1を搭載した原子力潜水艦としては以下のものがあり、装荷した炉心別に示す。
- プロトタイプ
  - ヴァルカン海軍原子炉試験施設（Vulcan Naval Reactor Test Establishment、HMS Vulcan）潜水艦原型炉1号機（ドーンレイ）
- コア 1 (A)
  - ドレッドノート（S5Wのオリジナルコアから換装）
  - ヴァリアント級（2隻）
  - レゾリューション級（4隻）
  - チャーチル級（3隻）
- コア 2 (B)
  - ヴァリアント級（コア 1 (A)から換装）
  - チャーチル級（コア 1 (A)から換装）
  - スウィフトシュア級（6隻）
- コア Z
  - トラファルガー級（7隻）

### 運用歴
PWR1の直接的な技術的ルーツであるS5Wを含め、アメリカ海軍の潜水艦用原子炉が少なくとも公式には無事故記録を連続させているのと比較すると、PWR1は、複数回の1次冷却系配管の亀裂や冷却水漏洩が公式に報告されており、良好とはいいがたい。
PWR1を初めて搭載したヴァリアント級およびその準同型艦チャーチル級は、1991年、ヴァリアント級2番艦ウォースパイトの核燃料交換工事の際に1次冷却系配管に亀裂が発見されたことから、同じ設計の機関部を持つ両級計5隻が1994年までに早期退役を余儀なくされた。ヴァリアント級およびチャーチル級の後継であるスウィフトシュア級においても1番艦スウィフトシュアが2度目の燃料交換工事の際にやはり1次冷却系配管に亀裂を発見されたために燃料交換を断念し、退役が決定された。
また、トラファルガー級原子力潜水艦においても、3番艦タイアレスが2000年にシチリア島沖の地中海で航海中に1次冷却水漏洩事故を起こした。タイアレスは原子炉を停止してディーゼルエンジンとバッテリーでジブラルタルに帰投せざるを得なかった。タイアレスにおける1次冷却材漏洩事故はこの1度だけでなく、2013年にも再発している。他にも1番艦トラファルガーは、デヴォンポート海軍基地内において、280リットルの汚染された冷却水を艦外に漏出させる事故を起こしている。

## PWR2
PWR2はイギリス海軍の潜水艦動力用に設計された初の純イギリス産の原子炉。PWR2はトライデント・ミサイルを搭載したヴァンガード級弾道ミサイル原子力潜水艦のために開発された、PWR1の発達型である。最初のPWR2原子炉は1985年に竣工し、1987年6月にヴァルカン海軍原子炉試験施設でテストが開始された。
PWR2の最新の設計はコア H（Core H）である。コア Hでは燃料の交換周期が炉心の設計寿命（＝艦の運用寿命）と等しくなっており、艦の就役期間中に燃料交換を行う必要がない。従来は燃料交換のために高額な予算をかけて艦体を切断・再接合する必要があり、長期間のドック入りを余儀なくされていたが、これが不要となることで艦の稼働率が向上し、ライフサイクルコストも低減される。ヴァンガード（HMS Vanguard, S28）は、姉妹艦3隻に引き続いて改修時に新しい炉心を装備する。アスチュート級原子力潜水艦は、艦自体と等しい寿命を持つこのコア H炉心を装備する。PWR2は弾道ミサイル潜水艦用に開発されたため、現行のイギリス海軍の攻撃型原子力潜水艦用の原子炉に比べてかなり大きく、そのためアスチュート級の船殻はPWR2に適合させるため大型化された。
情報の自由法のもと、国防原子力安全査察官（Defence Nuclear Safety Regulator）によるPWR2の設計に対する安全評価が2011年3月に公開された。このレポートはイギリス国防省の高位の意思決定機関である国防理事会（Defense Board）に2009年11月に提出されたもので、PWR2は構造的な欠陥による脆弱性を抱えており、冷却水喪失事故にさらされた場合に放射性物質を炉心外部に放出する危険があると指摘し、潜水艦用原子炉と民生用原子炉を比較すると安全性に乏しく、現在のイギリスの慣行は「基準に合致した適切で良好な慣行」（benchmarked relevant good practice）に著しく及ばないと指摘した。また、同レポートは原子炉に問題があるため、原子炉緊急停止後の水面への浮上の妨げとなり、そうした深度制御の喪失が複数の致命的な事態をもたらすリスクがあるとも指摘している。

### PWR2を搭載する原子力潜水艦
PWR2を搭載した原子力潜水艦としては以下のものがあり、装荷した炉心別に示す。PWR2の炉心はPWR1より炉心寿命が大幅に伸び、25から30年におよぶ就役期間において燃料交換は不要である。
- コア G
  - ヴァルカン海軍原子炉試験施設陸上試験施設（Shore Test Facility, STF）（PWR2原型炉）
  - ヴァンガード級原子力弾道ミサイル潜水艦（4隻）
- コア H
  - ヴァンガード級原子力弾道ミサイル潜水艦（コア G から換装）
  - アスチュート級（建造中）

## PWR3
ヴァンガード級の後継となるトライデント弾道ミサイル搭載艦の推進機関として3つのオプション、すなわちPWR2、PWR2b（性能を改善したPWR2派生型）、PWR3があった 。PWR3はアメリカの設計を元にしつつイギリスの原子炉技術を用いた新しいシステムである。PWR2bとPWR3のコストはほぼ同等だが、PWR3はPWR2派生型よりもシンプルで安全な設計になっておあり、寿命も長く維持整備も少なく済む。
2011年3月リアム・フォックス国防大臣は、PWR3の方がより好ましい選択肢であると述べた。「なぜなら、これらの原子炉の方がよりよい安全への見通しを与えてくれるからです」。2ヵ月後、イギリス国防省は30億ポンドの予算でPWR3を後継に選定したと発表した。国防省によれば、PWR3はPWR2と比較して性能および保守性に優れ、原子炉に求められる高い安全性要求にも合致する。PWR3を搭載した潜水艦の取得には1隻当たり5千万ポンドを要し、これはPWR2を装備した潜水艦を購入し25年間運用する場合と比較すると高価であるが、PWR3はより長い寿命を持つよう設計されており、より長期間にわたって運用するのであれば割安になる。
アスチュート級7番艦のエイジャックス（HMS Ajax）にPWR3が搭載される、という紛らわしいプレスリリースがあるが、2012年10月時点ではエイジャックスは他のアスチュート級と同じくPWR2を搭載するとされている。

## 製造会社
PWRを製造しているロールス・ロイス・マリン・パワー・オペレーションズ（Rolls-Royce Marine Power Operations Limited）はロールス・ロイスのかつて存在した子会社で、ヴィッカーズ、フォスター・ホイーラー、のちにバブコックス・アンド・ウィルコックスが参画して1954年に設立された合同会社ロールス・ロイス・アンド・アソシエーツ（Rolls-Royce and Associates）が、1999年1月15日に現社名に改称するとともにロールス・ロイス社の海洋ビジネス部門の一部となったものである。
同社は2008年8月1日に、ロールス・ロイス・サブマリンズ（Rolls-Royce Submarines Limited）と再び改名した 。
核物質取り扱いの免許を得た3つの地区で操業しており、そのうち2つはダービーのレインズウェイにある。製造地区（Manufacturing Site）は1960年8月に免許交付され、イギリス海軍の潜水艦向けのウラン燃料処理及びPWR原子炉炉心を製造している。ネプチューン放射性部品施設地区（The Neptune/Radioactive Components Facility Site）は1961年11月に免許交付され、原子炉炉心の実験を実施するためのネプチューン試験原子炉が設置されている
。もうひとつはヴァルカン海軍原子炉試験施設である。